# Eyes of Eden
Eyes of Eden es una banda de metal alemana, fundada en 2005 por Waldemar Sorychta. Sorychta inicialmente eligió a Sandra Schleret como vocalista, pero enfermó y no pudo grabar el álbum, Fue sustituida por Franziska Huth, entonces desconocida. La batería originalmente corría a cargo de Gas Lipstick (HIM), pero finalmente se unió al grupo Tom Diener para la batería y Alla Fedynitch en el bajo.

## Miembros

### Actuales Miembros
- Franziska Huth – Vocalista
- Waldemar Sorychta – Guitarrista
- Alla Fedynitch – Bajista
- Tom Diener – Baterista

### Antiguos miembros
- Sandra Schleret - Vocalista
- Gas Lipstick - Baterista

## Discografía
- Faith (2007)